# Exposed (Mike-Oldfield-Album)
Exposed ist ein Livealbum von Mike Oldfield aus dem Jahr 1979.

## Hintergründe
Das Album ist eine Sammlung von Aufnahmen aus Mike Oldfields Tour of Europe durch Spanien, Deutschland, Belgien, den Niederlanden, Dänemark und England im Zeitraum zwischen März und April 1979. Es erreichte im Vereinigten Königreich Platz 16 der Charts.
Nachfolgend wurde eine Doppel-CD Version veröffentlicht. Ebenfalls unter dem Namen Exposed erschien später, im Jahr 2005, die DVD-Version des Konzerts im Wembley Conference Centre in London.
Der Song Guilty wurde zwischen den Alben Incantations und Exposed als Single veröffentlicht.
Ursprünglich wurden die Konzerte während der Tour so aufgenommen, dass die beteiligten Musiker davon nichts wussten. Dadurch konnte ihnen weniger Geld ausgezahlt werden. Wie die Musiker dann zwischenzeitlich herausfanden, wurden sie lediglich für ihre Auftritte, jedoch nicht für die Aufzeichnung derselben bezahlt. Die Aufnahmen schritten dennoch voran und das Album wurde schließlich veröffentlicht.
Auf dem Cover ist ein Filmstreifen abgebildet auf dem ein Foto Mike Oldfields im Konzertsaal zu sehen ist. Damit wird auf den doppeldeutigen Titel exposed (dt. entblößt, exponiert aber auch belichtet in der Fototechnik) Bezug genommen.
Exposed wurde mit Hilfe der  Manor Studios aufgenommen und im Londoner The Town House abgemischt.

## Wiederveröffentlichungen 2000 und 2016
2000 erschien das Album erneut als HDCD-remasterte Doppel-CD bei Virgin Records. 2016 wurde das Album von Mercury Records neu als Doppel-LP auf 180 g Vinyl veröffentlicht. Im Rahmen einer Vereinbarung hatte Virgin Records dem Label den gesamten Backkatalog von Mike Oldfield überlassen.

## Titelliste
Seite eins
1. Incantations (Parts 1 & 2) (Mike Oldfield) – 26:30

Seite zwei
1. Incantations (Parts 3 & 4) (Mike Oldfield) – 20:50

Seite drei
1. Tubular Bells (Part 1) (Mike Oldfield) – 28:36

Seite vier
1. Tubular Bells (Part 2) (Mike Oldfield, außer „The Sailor’s Hornpipe“) – 11:09
2. Guilty (Mike Oldfield) – 6:22